# Radio Castilla-La Mancha
Radio Castilla-La Mancha est une station de radio publique espagnole appartenant au groupe Radiotelevisión de Castilla–La Mancha, entreprise dépendant du gouvernement autonome de Castille-La Manche. Elle appartient à la fédération des organismes de radio et de télévision des autonomies, une association professionnelle regroupant les principales chaînes de radio et de télévision régionales publiques du pays.

## Présentation
Radiotelevisión de Castilla–La Mancha est créée par un décret des Cortes régionales du 26 mai 2000 (Loi 3/2000). Radio Castilla-La Mancha commence à émettre, après une phase de tests, le 30 mai 2001.
Station de format « généraliste », elle accorde une grande place à l'information, et plus spécifiquement à l'information régionale, présente à l'antenne au travers de flashs infos réguliers et de trois grands rendez-vous : « Buenos días Castilla-la Mancha », émission matinale où alternent infos, débats, reportages, météo ou encore revues de presse, « Informativo Mediodía », le journal de la mi-journée, présenté par José Luis Martín, et « Informativo Tarde », le journal du soir, présenté par Jesús Espada. Quelques magazines viennent également rythmer l'antenne, de même que de la musique. Radio Castilla-La Mancha a une mission de service public, et se veut objective, indépendante et attentive au respect de la liberté d'opinion et du pluralisme politique, culturel et social. Ses statuts l'obligent également à promouvoir « la culture et l'identité de la Castille-La Manche ». Ses studios sont implantés à Tolède.
Radio Castilla-La Mancha dispose d'un réseau d'émetteurs en modulation de fréquence (FM) lui permettant de couvrir la totalité de la communauté autonome, ainsi qu'une partie des régions limitrophes (une partie de la Communauté de Madrid, de la Castille-et-León, de l'Estrémadure et de l'Andalousie). Elle est diffusée sur la TDT (télévision numérique terrestre espagnole) depuis le 3 février 2009 et peut également être écoutée dans le monde entier par internet.

### Sources
- (es) Cet article est partiellement ou en totalité issu de l’article de Wikipédia en espagnol intitulé « Radio Castilla-La Mancha » (voir la liste des auteurs).